# Lijst van voetbalinterlands Canada - Ecuador
Deze lijst van voetbalinterlands is een overzicht van alle officiële voetbalwedstrijden tussen de nationale teams van Canada en Ecuador. De landen speelden tot op heden vier keer tegen elkaar. De eerste ontmoeting, een vriendschappelijke wedstrijd, werd gespeeld in Guayaquil op 2 juni 1988. Het laatste duel, eveneens een vriendschappelijke wedstrijd, vond plaats op 1 juni 2011 in Toronto.

## Wedstrijden
| № | Plaats    | Datum           | Competitie             | Wedstrijd        | Uitslag |
| - | --------- | --------------- | ---------------------- | ---------------- | ------- |
| 1 | Guayaquil | 2 juni 1988     | Vriendschappelijk      | Ecuador – Canada | 2 – 1   |
| 2 | Edmonton  | 6 juni 1999     | Vriendschappelijk      | Canada – Ecuador | 1 – 2   |
| 3 | Miami     | 22 januari 2002 | CONCACAF Gold Cup 2002 | Canada – Ecuador | 0 – 2   |
| 4 | Toronto   | 1 juni 2011     | Vriendschappelijk      | Canada – Ecuador | 2 – 2   |

## Samenvatting
| Competitie        | Totaal gespeeld | Winst Canada | Gelijk | Winst Ecuador | Doelsaldo Canada – Ecuador |
| ----------------- | --------------- | ------------ | ------ | ------------- | -------------------------- |
| CONCACAF Gold Cup | 1               | 0            | 0      | 1             | 0 − 2                      |
| Vriendschappelijk | 3               | 0            | 1      | 2             | 4 − 6                      |
| Totaal            | 4               | 0            | 1      | 3             | 4 − 8                      |

Wedstrijden bepaald door strafschoppen worden, in lijn met de FIFA, als een gelijkspel gerekend.

## Details

### Tweede ontmoeting
| Vriendschappelijk (Edmonton, Canada, 6 juni 1999): |              | |
| Canada | 1 – 2        | Ecuador |
| Davide Xausa 50' | goals        | 17' Ariel Graziani 55' (e.d.) Jason de Vos |
| Holger Osieck | bondscoach   | Carlos Sevilla |
| Pat Onstad Carl Fletcher Jason de Vos Marc Bircham 46' Mark Watson 46' Paul Stalteri Tony Menezes Jason Bent Jim Brennan Nick Dasovic 34' Garret Kusch 46' | opstellingen | 46' Oswaldo Ibarra Alberto Montaño Franklin Anangonó Iván Hurtado Jhon Cagua Ulises de la Cruz Jimmy Blandón 54' Luis González Luis Moreira Ariel Graziani 57' Nicolás Asencio |
| Brad Parker 34' Steve Kindel 46' Davide Xausa 46' Jeff Clarke 46'                                                                                          | wissels      | 46' José Cevallos 54' Jairon Zamora 57' Dannes Coronel |
| Mark Watson ??' | gele kaarten | ??' Ulises de la Cruz ??' Ariel Graziani |

### Derde ontmoeting
| CONCACAF Gold Cup 2002 (Miami, Verenigde Staten, 22 januari 2002): |       |                                              |
| Canada                                                             | 0 – 2 | Ecuador                                      |
|                                                                    | goals | 88' Álex Aguinaga 90+4' (pen.) Álex Aguinaga |

### Vierde ontmoeting
| Vriendschappelijk (Toronto, Canada, 1 juni 2011): |       |                                         |
| Canada                                            | 2 – 2 | Ecuador                                 |
| Terry Dunfield 23' Tosaint Ricketts 90'           | goals | 62' Cristian Benítez 64' Michael Arroyo |